# اندیس تالک بیدگی
تالک بیدگی یک اندیس غیرفلزی است که در حوالی شهر سرباز استان سیستان و بلوچستان قرار دارد و مادهٔ معدنی موجود در آن، تالک است.سنگ میزبان این اندیس کالردملانژ است و دیرینگی آن به دوران کرتاسه بالایی-ائوسن می‌رسد. 